# تمرد فريز
تمرد فريز (/ friːz /)، أو تمرد ضريبة المنزل، أو هيسس-فاسر أوفشتاند كما يسميها الدايتش، ثورة مسلحة ضد الضرائب شارك فيها المزارعون الهولنديون في بنسلفانيا بين عامي 1799 و1800. جاء التمرد ثالثًا بعد تمردين آخرين ضد الضرائب أيضًا في الولايات المتحدة خلال القرن الثامن عشر: تمرد شايز (وسط ماساتشوستس وغربها، 1786-1787) وتمرد الويسكي (غرب بنسلفانيا، 1794). أُعيد إحياء ذكرى التمرد عبر احتفال في عام 2003 مع تنصيب لافتة تاريخية في كواكرتاون، بنسلفانيا، حيث بدأ التمرد لأول مرة.

## خلفية
عندما بدأت التهديدات بتصاعد شبه الحرب مع فرنسا في عام 1798، حشد الكونغرس جيشًا كبيرًا ووسّع نطاق قواته البحرية، ما دفعه في المقابل إلى فرض مليوني دولار من الضرائب الجديدة في يوليو 1798 على العقارات والعبيد، موزعةً بين الولايات وفقًا لمتطلبات الدستور. يُذكر أنها كانت الضريبة الفدرالية الأولى (والوحيدة) من هذا النوع.
كان الكونغرس قد أصدر مؤخرًا قوانين الأجانب وإثارة الفتن، والتي جرّمت المعارضة وزادت من نفوذ السلطة التنفيذية تحت حكم جون آدامز.

## البداية
فرض الكونغرس الأمريكي ضريبةً مباشرةً (على المنازل والأراضي والعبيد؛ دُعيت أحيانًا ضريبة المنازل المباشرة لعام 1798) بقيمة مليوني دولار في يوليو 1798، خلال الاضطرابات بين الولايات المتحدة وفرنسا المعروفة الآن باسم شبه الحرب، وفُرض على ولاية بنسلفانيا الإسهام بما يعادل 237,000 دولار منها.
كان عدد العبيد في بنسلفانيا قليلًا جدًا، وحُددت قيمة الضريبة استنادًا إلى المنازل والأراضي، وقدّرت قيمة المنازل حسب عدد النوافذ وحجمها. أثارت الطبيعة الاستقصائية للإجراءات حفيظة الكثيرين، مع تجوّل خبراء التقييم وإحصائهم عدد النوافذ، ومن ثم رفض الكثيرون الدفع، بحجة دستورية تدّعي فرض هذه الضريبة بما لا يتناسب مع عدد السكان.
نظّم جون فريز أحد باعة المزادات في بنسلفانيا اجتماعات بدءًا من فبراير 1799، لمناقشة الرد الجماعي على الضريبة. بصفته بائع مزادات متجول، كان فريز على دراية جيدة بقضايا الأمريكيين-الألمان في الجزء الجنوبي الشرقي من بنسلفانيا. دعا العديد إلى المقاومة ردًا على الضريبة. لم ينجح خبراء التقييم في إكمال تقييماتهم الضريبية في عدة مناطق بسبب الترهيب، خصوصًا في بلدة ميلفورد. دعا ممثلو الحكومة إلى اجتماع بهدف شرح الضريبة بطريقة معينة تمكّنهم من خفض حدّة التوترات، هتف المتظاهرون ولوحوا بأعلام الحرية، وارتدى بعضهم زيّ الجيش القاري، ليتحول الاجتماع إلى مسيرة احتجاجية.
قرر خبراء التقييم في البداية مواصلة عملهم في ميلفورد متجاهلين تحذيرهم من قبل فريز شخصيًا لترك عملهم. قاد فريز فرقة مسلحة صغيرة ضايقت المقيّمين بما يكفي ليقرروا الخروج عن ميلفورد مؤقتًا.
في أوائل مارس، التقت إحدى الميليشيات المحلية مع قوة متنامية من القوات المسلحة غير النظامية، وتقدما سويةً مع موكب من الطبول والمزامير. انطلق نحو مئة منهم إلى كواكرتاون لملاحقة خبراء التقييم واعتقالهم، وتمكنوا من القبض على عدد من المقيّمين، لكن أطلقوا سراحهم مع تحذير بعدم العودة وإخبار الحكومة بما حدث لهم.